# Cersa
Cersa is een geslacht van hooiwagens uit de familie Zalmoxioidae.
De wetenschappelijke naam Cersa is voor het eerst geldig gepubliceerd door V. Silhavý in 1979. 

## Soorten
Cersa is monotypisch en omvat slechts de volgende soort:
- Cersa kratochvili